# 鮑鵬
鮑鵬（1792年，賓漢譯為Paou Pang），原名鮑亞聰，清朝廣東省香山縣（今中山市）人，因通英語於第一次鸦片战争中成为钦差大臣琦善的译员，参加中英谈判，涉嫌向英人泄露机密，後被充軍伊犁。
鮑鵬於1828年在广州一家美国商馆任买办，1829年在美国商人闭黎开办的商馆内任买办，1836年起担任英国鸦片商人兰斯禄·颠地的买办。1839年，他因贩卖鸦片而被广州钦差大臣林则徐通缉，逃至與他同鄉的山东潍县縣令招子庸处。后来招子庸将他推荐给山东巡抚托浑布，协助处理与山东英军的交涉工作。據《英國國家檔案館藏鴉片戰爭史稿》記載，鲍鹏向义律提出，清廷根本不在意广州、舟山失守，但一旦英军进攻長江，切断大运河上粮食进京的生命线，清廷必定立即答应英方要求。
1840年，托浑布推荐鲍鹏成为琦善的译员。随同琦善到达广东后，鲍鹏获任命成为代表琦善参加中英广州谈判的唯一译员。1841年，琦善因私订《穿鼻草约》被革职鎖拿，鲍鹏亦充军伊犁，遇赦不还。